# Контрада Порчини (Л'Аквила)
Контрада Порчини (итал. Contrada Porcini) је насеље у Италији у округу Л'Аквила, региону Абруцо.
Према процени из 2011. у насељу је живело 26 становника. Насеље се налази на надморској висини од 719 м.